# Polonia (Wisconsin)
Polonia é uma área não incorporada designada pelo censo na cidade de Sharon, Condado de Portage, Wisconsin, Estados Unidos. Está localizada na Wisconsin Highway 66, duas milhas a leste de Ellis e cerca de 8 milhas a sudoeste de Rosholt. De acordo com o censo de 2020, sua população é de 512. Polonia tem uma área de 3,371 mi² (8,73 km²); 3,341 mi² (8,65 km²) deste é terra, e 0,030 mi² (0,0777 km²) é água.